# Blocare opusă
Blocarea opusă(engleză: powerslide) este o tehnică folosită pentru controlarea supravirării unui vehicul. Se realizează printr-un început de virare în direcția dorită, urmat de îndreptarea rapidă a volanului în altă direcție decât direcția de mers a mașinii (opusă mișcării inițiale).